# Dobra (okręg Marusza)
Dobra (węg. Dobratanya) – wieś w Rumunii, w okręgu Marusza, w gminie Papiu Ilarian. W 2011 roku liczyła 41 mieszkańców.